# Serenada (Texas)
Serenada es un lugar designado por el censo ubicado en el condado de Williamson en el estado estadounidense de Texas. En el Censo de 2010 tenía una población de 1641 habitantes y una densidad poblacional de 212,47 personas por km².

## Geografía
Serenada se encuentra ubicado en las coordenadas 30°42′35″N 97°41′39″O / 30.70972, -97.69417. Según la Oficina del Censo de los Estados Unidos, Serenada tiene una superficie total de 7.72 km², de la cual 7.71 km² corresponden a tierra firme y (0.23%) 0.02 km² es agua.

## Demografía
Según el censo de 2010, había 1641 personas residiendo en Serenada. La densidad de población era de 212,47 hab./km². De los 1641 habitantes, Serenada estaba compuesto por el 95.86% blancos, el 0.61% eran afroamericanos, el 0.24% eran amerindios, el 0.3% eran asiáticos, el 0.06% eran isleños del Pacífico, el 1.65% eran de otras razas y el 1.28% pertenecían a dos o más razas. Del total de la población el 6.58% eran hispanos o latinos de cualquier raza.